# Bóng bàn tại Đại hội Thể thao châu Á 1994
Bóng bàn được tổ chức tại Đại hội Thể thao châu Á 1994 ở Hiroshima, Nhật Bản từ 5 tháng 10 đến 14 tháng 10 năm 1994. Nội dung thi bóng bàn gồm đội, đôi và đơn dành cho nam và nữ, cũng như đôi hỗn hợp.

## Tổng kết huy chương

### Bảng huy chương
| 1    | Trung Quốc (CHN)        | 5 | 2 | 4  | 11 |
| 2    | Hàn Quốc (KOR)          | 1 | 3 | 4  | 8  |
| 3    | Nhật Bản (JPN)          | 1 | 0 | 2  | 3  |
| 4    | Đài Bắc Trung Hoa (TPE) | 0 | 1 | 1  | 2  |
| 4    | Hồng Kông (HKG)         | 0 | 1 | 1  | 2  |
| Tổng | Tổng                    | 7 | 7 | 12 | 26 |

### Huy chương giành được
| Nội dung    | Vàng                                                                       | Bạc                                                                                          | Đồng                                                                                            |
| ----------- | -------------------------------------------------------------------------- | -------------------------------------------------------------------------------------------- | ----------------------------------------------------------------------------------------------- |
| Đơn nam     | Wang Tao · Trung Quốc                                                      | Yoo Nam-Kyu · Hàn Quốc                                                                       | Ma Wenge · Trung Quốc                                                                           |
| Đơn nam     | Wang Tao · Trung Quốc                                                      | Yoo Nam-Kyu · Hàn Quốc                                                                       | Kim Taek-Soo · Hàn Quốc                                                                         |
| Đôi nam     | Hàn Quốc (KOR) · Chu Kyo-Sung · Lee Chul-Seung                             | Hàn Quốc (KOR) · Kim Taek-Soo · Yoo Nam-Kyu                                                  | Trung Quốc (CHN) · Lü Lin · Wang Tao                                                            |
| Đôi nam     | Hàn Quốc (KOR) · Chu Kyo-Sung · Lee Chul-Seung                             | Hàn Quốc (KOR) · Kim Taek-Soo · Yoo Nam-Kyu                                                  | Trung Quốc (CHN) · Ma Wenge · Zhang Lei                                                         |
| Đội nam     | Trung Quốc (CHN) · Kong Linghui · Lü Lin · Ma Wenge · Wang Tao · Zhang Lei | Hàn Quốc (KOR) · Chu Kyo-Sung · Kim Taek-Soo · Lee Chul-Seung · Park Sang-Joon · Yoo Nam-Kyu | Nhật Bản (JPN) · Sei Ito · Koji Matsushita · Yuji Matsushita · Koichi Takeya · Kiyonobu Iwasaki |
| Đơn nữ      | Chire Koyama · Nhật Bản                                                    | Deng Yaping · Trung Quốc                                                                     | Chai Po Wa · Hồng Kông                                                                          |
| Đơn nữ      | Chire Koyama · Nhật Bản                                                    | Deng Yaping · Trung Quốc                                                                     | Qiao Hong · Trung Quốc                                                                          |
| Đôi nữ      | Trung Quốc (CHN) · Liu Wei · Qiao Yunping                                  | Trung Quốc (CHN) · Deng Yaping · Qiao Hong                                                   | Hàn Quốc (KOR) · Kim Boon-Sik · Kim Moo-Kyo                                                     |
| Đôi nữ      | Trung Quốc (CHN) · Liu Wei · Qiao Yunping                                  | Trung Quốc (CHN) · Deng Yaping · Qiao Hong                                                   | Hàn Quốc (KOR) · Park Hae-Jung · Ryu Ji-Hae                                                     |
| Đội nữ      | Trung Quốc (CHN) · Deng Yaping · Liu Wei · Qiao Hong · Qiao Yunping        | Hồng Kông (HKG) · Chai Po Wa · Chan Suk Yuen · Chan Tan Lui · Cheng To                       | Nhật Bản (JPN) · Keiko Okazaki · Rika Sato · Mitsue Endo · Chire Koyama                         |
| Đôi hỗn hợp | Trung Quốc (CHN) · Kong Linghui · Deng Yaping                              | Đài Bắc Trung Hoa (TPE) · Chiang Peng-lung · Xu Jing                                         | Hàn Quốc (KOR) · Yoo Nam-Kyu · Park Hae-Jung                                                    |
| Đôi hỗn hợp | Trung Quốc (CHN) · Kong Linghui · Deng Yaping                              | Đài Bắc Trung Hoa (TPE) · Chiang Peng-lung · Xu Jing                                         | Đài Bắc Trung Hoa (TPE) · Wu Wen-chia · Chen Jing                                               |